# أندري رادو
أندري رادو (بالرومانية: Andrei Radu)‏ هو لاعب كرة قدم روماني في مركز الدفاع، ولد في 21 يونيو 1996 في بوخارست في رومانيا. شارك مع منتخب رومانيا تحت 17 سنة لكرة القدم ومنتخب رومانيا تحت 21 سنة لكرة القدم. أما مع النوادي، فقد لعب مع أريس ليماسول ودينامو بوخارست وسي إف آر كلوج وكونكورديا كياجنا.

## وصلات خارجية
- أندري رادو على موقع قاعدة بيانات كرة القدم.إي يو (الإنجليزية)
- أندري رادو على موقع Soccerway.com (الإنجليزية)